# 宮崎リハビリテーション学院
宮崎リハビリテーション学院（みやざきリハビリテーションがくいん）は宮崎県宮崎市大字小松1119番地8に在る医療の専門学校である。
昭和57年に開校。
当時は理学療法士のみの養成校であったが、平成20年4月に新校舎を立て替え、作業療法士養成校としても再出発する事となった。また、従来までの昼間部のみではなく、理学療法学科では夜間部も設立する事となった。同敷地内に財団法人　潤和リハビリテーション振興財団付属　潤和会記念病院があり、実際のリハビリテーション現場を見ながら学習する事が可能となっている。

## 沿革
- 1982年　宮崎リハビリテーション学院開校。
- 2008年　新校舎建設。それに伴い、理学療法学科（昼間部・夜間部）・作業療法学科（昼間部）を新たに創設。

## 学科
- 理学療法学科
- 作業療法学科